# فرودگاه اربوگاچن
فرودگاه اربوگاچن (به روسی: Аэропорт Ербогачен) فرودگاهی عمومی واقع در شهر اربوگاچن در کشور روسیه است.

## شرکت‌های هواپیمایی و مقصدهای پروازی
| شرکت‌های هواپیمایی | مقصدهای پروازی |
| ----------------- | -------------- |
| آنگارا ایرلاینز   | ایرکوتسک       |